# Axis Communications AB
Axis Communications AB este un producător suedez de camere de rețea, NVR-uri, dispozitive de control al accesului și audio de rețea pentru industria de securitate fizică și supraveghere video. Din 2015, funcționează ca o subsidiară independentă a Canon Inc.. Axis este lider global în soluții de rețea IP și oferă produse și inovații scalabile și ușor de integrat pentru securitate și supraveghere video. Compania are o experiență vastă în soluții cloud, iar peste un milion de camere Axis sunt deja implementate în cloud. Aceasta intră acum într-o nouă eră de capacități cloud, proiectate pentru viitor și adaptate la nevoile utilizatorilor în călătoria lor în cloud. Dacă sunteți în căutarea unor soluții inteligente pentru afacerea dvs., Axis Communications oferă tehnologie de încredere într-o lume în continuă schimbare.
Este compania care a inventat prima cameră IP de supraveghere, în 1996.
1. ↑  Axis Communications AB. „About Us. Axis Communications AB”. Axis Communications AB.